# Tadayuki Harada
Tadayuki Harada (jap. 原田 忠幸, Harada Tadayuki; * 20. Juli 1936 in der Präfektur Kyōto) ist ein japanischer Jazzmusiker (Baritonsaxophon).
Tadayuki Haradas Vater war  der Jazz-Schlagzeuger Jimmy Harada, sein älterer Bruder der Jazzschlagzeuger Isamu Harada. Er war ab den 1950er-Jahren in der japanischen Jazzszene aktiv; 1956 und 1958 war er Mitglied der All-Stars-Formation des japanischen Swing Journal. In den folgenden Jahren spielte er u. a. mit Kōnosuke Saijō, Kazuo Yashiro, Akira Miyazawa, Helen Merrill und Toshiko Akiyoshi. Ende der 1960er-Jahre leitete er eine Bigband (Album Playboy’s Theme), der u. a. Tetsuo Fushimi, Kazutoshi Okubo, Hiroshi Okazaki, Shigeo Suzuki, Ichiro Mimori, Yoichi Kanai, Hiroshi Nemoto, Masaru Imada, Norio Maeda, Tatsurō Takimoto, Sadanori Nakamure, Takeshi Inomata und Yonosuke Segami angehörten. Er arbeitete in dieser Zeit in Los Angeles und Las Vegas.
In den 1970er- und 1980er-Jahren arbeitete er außerdem mit Hideto Kanai, Martha Miyake, Nobuo Hara, Jimmy Takeuchi, Mari Nakamoto, Harumi Kaneko und Miki Matsubara. Im Bereich des Jazz war er zwischen 1956 und 1996 an 37 Aufnahmesessions beteiligt.